# Calvipelta
Calvipelta is een monotypisch mosdiertjesgeslacht uit de familie van de Celleporidae en de orde Cheilostomatida. De wetenschappelijke naam ervan is in 2006 voor het eerst geldig gepubliceerd door Tilbrook,

## Soort
- Calvipelta calvifrons Tilbrook, 2006